# دختر خیابان پنجم
دختر خیابان پنجم (انگلیسی: 5th Avenue Girl) فیلمی آمریکایی در سبک کمدی رمانتیک به کارگردانی گرگوری لا کاوا است که در سال ۱۹۳۹ منتشر شد.

## نگارخانه

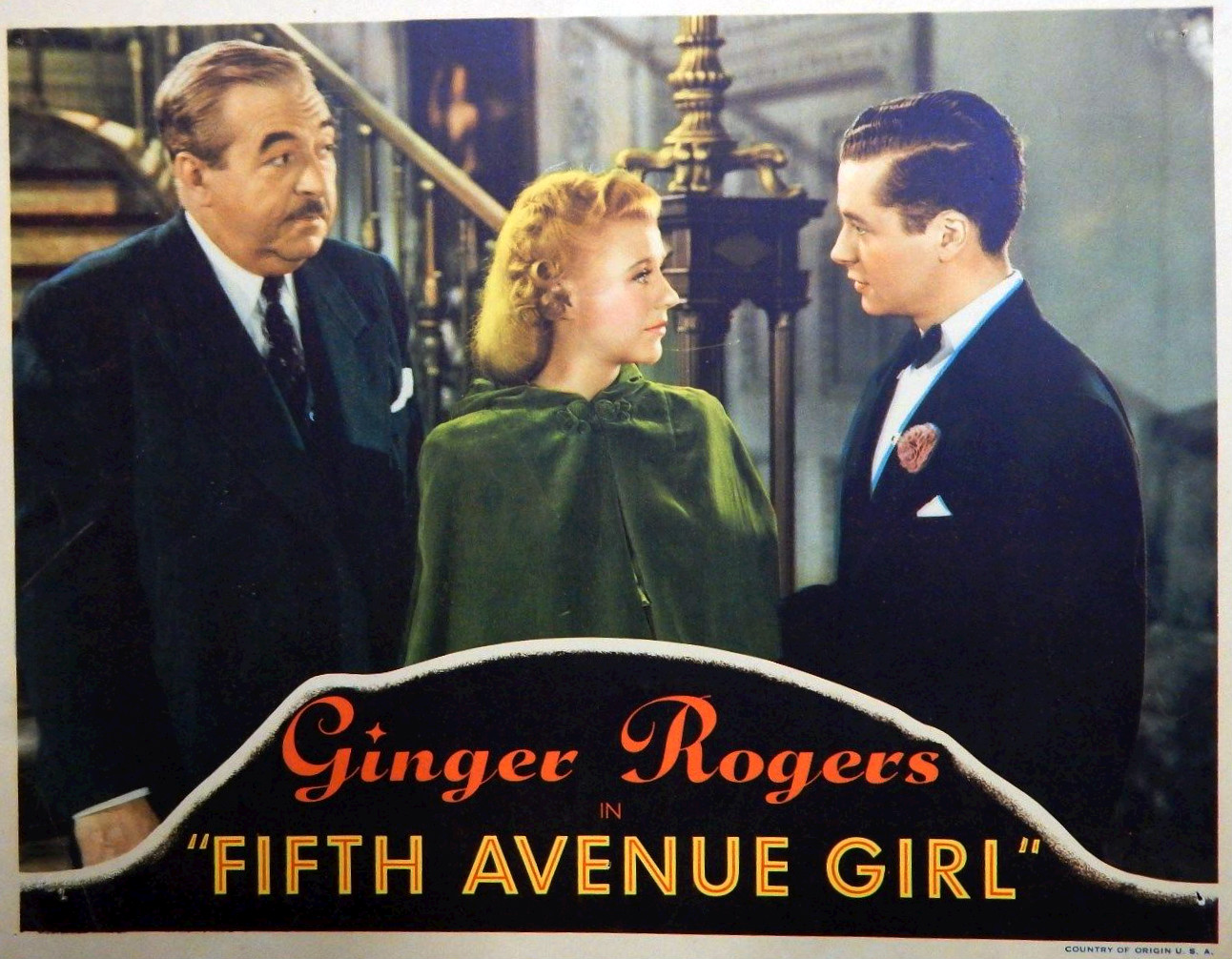
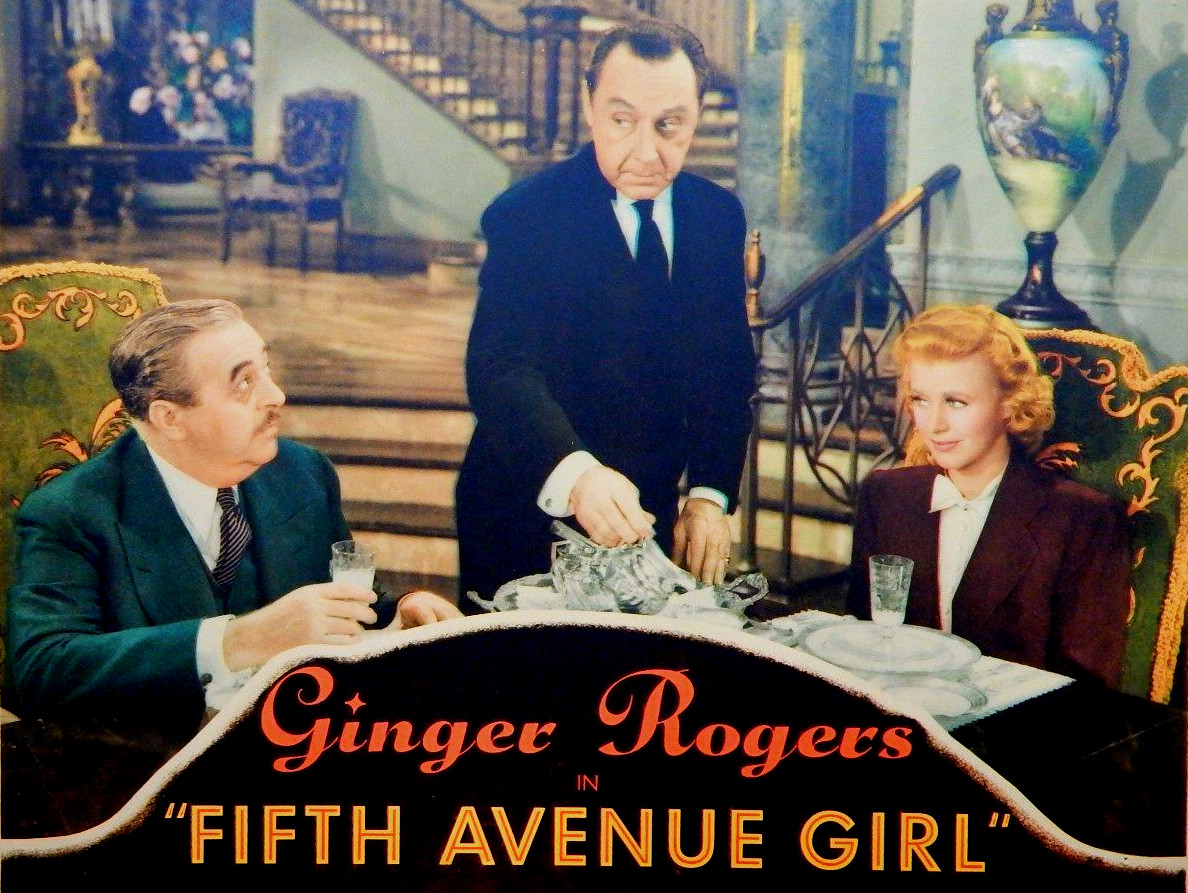

## بازیگران
- جینجر راجرز
- والتر کانلی
- الکساندر دارسی
- فرانکلین پاننگبورن
- جیمز الیسون
- کاترین آدامز داتی
- لوئیس کالهرن
- تئودور فون التز
- تیم هالت
- وری تیسدیل
- جیمز الیسون
- فلورنس لیک